# فهرست سیاه (فیلم ۱۹۱۶)
«فهرست سیاه» (انگلیسی: The Blacklist) یک فیلم درام به کارگردانی ویلیام سی. دومیل است که در سال ۱۹۱۶ منتشر شد.